# Johann Heinrich Zedler

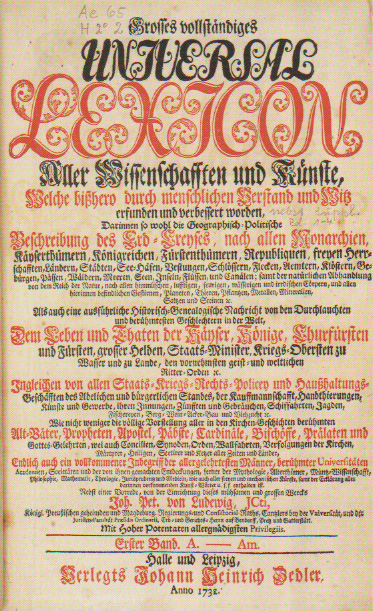
strona tytułowa Universal-Lexicon Johanna Zedlera z 1732

Johann Heinrich Zedler (ur. 7 stycznia 1706 we Wrocławiu, zm. 21 marca 1751 w Lipsku) – niemiecki wydawca, autor encyklopedii.

## Życiorys
Był synem szewca. Nie mając wykształcenia na poziomie gimnazjalnym, podjął naukę w Breslauer Buchhändler Brachvogel (Wrocławskiej Księgarni Brachvogel). 
W 1726 wyjechał do Freibergu w Saksonii, gdzie we wrześniu ożenił się z jedenaście lat od niego starszą Christianą Dorotheą Richter, siostrą wydawcy książek. 
Wkrótce sam zajął się działalnością wydawniczą, a w 1727 wyjechał z żoną do Lipska, znanego z odbywających się tam Targów Lipskich i towarzyszących im targów książek. Wydał tam m.in. encyklopedię Grosses Universal-Lexicon.